# Барта, Ян
Ян Барта (чеш. Jan Bárta, род. 7 декабря 1984 в Киёве, Чехословакия) — чешский профессиональный шоссейный велогонщик. Участник летних Олимпийских игр 2012 года. Многократный чемпион Чехии.

## Победы
2003
- Чемпион Чехии до 23 лет в групповой гонке

2009
- Тур Австрии — этап 4

2012
- Чемпион Чехии в индивидуальной гонке на время
- Неделя Коппи и Бартали — этапы 2b (ТТТ), 5 и генеральная классификация
- Тур Кёльна

2013
- Чемпионат Чехии
  -  Чемпион в групповой гонке
  -  Чемпион в индивидуальной гонке на время
- Тур пястовских городов — этап 2, генеральная и очковая классификации

2014
- Чемпионат Чехии
  -  Чемпион в индивидуальной гонке на время
  -  Чемпионат Чехии, групповая гонка — 3-е место

2015
- Чемпион Чехии в индивидуальной гонке на время
- 2-й Тур Чехии
- 3-й Тур Баварии
- 4-й Три дня Западной Фландрии

2016
- 2-й Чемпионат Чехии в индивидуальной гонке на время
- 3-й Тур Словении

2017
- Чемпион в индивидуальной гонке на время
- 2-й Тур Чехии
- 10-й Чемпионат Европы по шоссейному велоспорту

## Статистика выступлений наГранд Турах
| Гонка           | 2012 | 2013 | 2014 | 2015 | 2016 | 2017 |
| --------------- | ---- | ---- | ---- | ---- | ---- | ---- |
| Джиро д'Италия  | 65   | —    | —    | —    | —    | 127  |
| Тур де Франс    | —    | —    | 71   | 25   | 88   | —    |
| Вуэльта Испании | —    | 96   | —    | —    | —    | —    |

| — | Не участвовал |